# Beatrice Lascaris de Tenda
Beatrice de Tenda, numită, de asemenea, Beatrice Lascaris de Tenda sau Beatrice Cane (n.c. 1372, Binasco – d. 13 septembrie 1418, Tende), aparținând familiei nobiliare Ventimiglia, a fost soția condotierului italian Facino Cane, conte de Biandrate, și apoi soția lui Filippo Maria Visconti, duce de Milano. 

## Origine
Multă vreme istoricii au considerat că Beatrice, născută în 1370 sau 1372 era fiica lui Pietro Balbo al II-lea și sora lui Giovanni Antonio I Lascaris, conte de Tenda. Din acest motiv ea a fost numită Beatrice Lascaris de Tenda.
Împotriva identificării tradiționale a Beatricei ca aparținând familiei Lascaris există un document publicat deja în 1895, dar numai recent raportat de istoricul Cognasso ca fiind decisiv pentru rezolvarea problemei originii ei. Acest document este o procură a Beatricei privind bunurile moștenite de la tatăl său din Genova, în care ea este numită fiica și moștenitoarea lui Ruggero Cane, condotier probabil aparținând aceleiași familii ca și Facíno Cane, deși nu se știe în ce grad de rudenie se aflau cei doi, care fusese mult timp în serviciul al lui Bernabò Visconti și apoi în al lui Gian Galeazzo Visconti.
Beatrice a crescut în castelul ancestral al familiei, ridicat într-o vale care face legătura la nord cu trecătoarea Colle di Tenda - calea de trecere dinte Alpii Maritimi și Alpii Ligurici. Membri acestei ramuri a Casei de Ventimiglia erau conți de Tenda, suverani ai unei mari provincii din zona Alpilor Maritimi.

## Prima căsătorie
La 2 septembrie 1403 Beatrice s-a căsătorit cu Facino Cane de Montferrato, un comandant militar și condotier, aflat de obicei în slujba ducilor Visconti. Se presupune că Facino a tratat-o cu mare considerație și că a împărțit onorurile și averea sa cu ea. Beatrice l-a însoțit atunci când el mergea la luptă.
Facino Cane a murit la 19 mai 1412 la Pavia, chiar în ziua asasinarii lui Giovanni Maria Visconti, al doilea duce de Milano. La moartea lui Facino, Beatrice o devenit o văduvă foarte bogată deoarece era moștenitoarea a patru sute de mii de ducați, a posesiunilor teritoriale ale soțului ei și a oștirii acestuia.

## A doua căsătorie
Beatrice s-a căsătorit la 24 iulie 1412 cu Filippo Maria Visconti care îi succedase fratelui său, Giovanni Maria Visconti în Ducatul de Milano. Averea Beatricei o depășea considerabil pe cea a noului ei soț și desigur acesta a fost motivul căsătoriei încheiate în ciuda faptului că Filippo era cu douăzeci de ani mai tânăr decât ea. Cu resursele soției sale, Filippo a cucerit ușor micile domenii învecinate reușind treptat să readucă ducatul de Milano la dimensiuni comparabile cu cele din vremea tatălui său, Gian Galeazzo Visconti.
Cu toate acestea, în ciuda averii, teritoriului și forței militare de care beneficia datorită soției sale, Filippo a căpătat o aversiune față de Beatrice, fie datorită faptelor răposatului ei soț, fie tentativelor ei de a se amesteca în politică, fie pentru că ea nu-i putea dărui copii.

## Sfârșitul vieții
Beatrice căuta compania oamenilor de cultură și a celor cu talente deosebite. Printre aceștia s-a numărat și Michelle Orombello, un tânăr trubadur remarcabil pentru conversația vioaie și mai ales pentru talentul său muzical. Intimitatea sa cu ducesa, deși inocentă și inofensivă, a fost folosită de Filippo ca pretext pentru a o distruge pe soția sa. Ca urmareA el a acuzat-o pe Beatrice de adulter. Această metodă de a scăpa de o soție nedorită era frecvent folosită în familiile nobiliare la acea vreme. Calomnia a fost urmată de arestarea celor doi.
Pentru a evita o revoltă a populației care o iubea pe ducesă și care ar fi putut încerca să o elibereze, la 23 august 1418 Filippo a închis porțile orașului Milano în timp ce acuzații au fost duși la Castelul Visconti din Binasco.
Sub tortură tânărul trubadur Michelle Orombello a mărturisit orice i s-a cerut, însă spiritul ferm al Beatricei nu a cedat torturii și a negat orice vinovăție. Sentința judecății, pronunțată de Gasparino de Grassi Castiglione așa cum poruncise Filippo, a condamnat nefericitele victime la moarte. Beatrice era atât de iubită de oameni, încât Filippo a ordonat ca judecata și decapitarea ei să aibă loc noaptea în temnițele secrete ale castelului, deoarece o judecată și o execuție publică ar fi putut de asemenea provoca revolta populației.
Beatrice a fost decapitată pe 13 septembrie 1418 și îngropată în curtea castelului din Binasco.
Ulterior istoricii Bernardino Corio, Angelo Butti și Luigi Ferrario au remarcat într-o revizuire a istoriei orașului Milano, că totuși contemporanii aveau opinii diferite despre Beatrice Lascaris de Tenda. Astfel conform mărturiilor vremii, Beatrice ar fi complotat împotriva soțului ei Filippo Maria Visconti, purtând o corespondență secretă cu episcopul de Passau și contele de Oettingen care trimiteau emisari la împăratul Sigismund. De asemenea, acești istorici au remarcat că Pietro Candido Decembrio, secretarul lui Filippo Maria Visconti, i-a condamnat Beatricei natura petulantă și lacomă.